# بیمارستان بیجینگ جیشویتان
بیمارستان بیجینگ جیشویتان (به انگلیسی: Beijing Jishuitan Hospital) بیمارستانی در کشور چین است که در سال ۱۹۵۶ میلادی ساخته شده و دارای ۱۰۰۰ تخت است.